# Эмори, Джулия
Джулия Риджли Эмори (англ. Julia Ridgely Emory, 4 мая 1885 — 1 февраля 1979) — американская суфражистка из Мэриленда, возглавившая протесты в Вашингтоне, округ Колумбия, за право женщин голосовать.

## Биография
Джулия Эмори родилась в 1885 году в Балтиморе, штат Мэриленд. Её родителями были Дэниел Хоппер Эмори, сенатор штата Мэриленд от Республиканской партии, и Джулия Риджли Эмори. В 1902 году она окончила Западную среднюю школу.
Увлечённая правами женщин, Эмори вступила в Лигу женских профсоюзов, профсоюзную организацию, объединявшую женщин из рабочего и высшего сословия. Однако в 1917 году она покинула организацию, чтобы сосредоточить свои усилия на избирательном праве женщин. Она стала очень активной в Национальной женской партии, в том числе писала статьи для её газеты «The Suffragist».
Она начала посещать акции протеста в Белом доме и Конгрессе в Вашингтоне, округ Колумбия, вместе с такими активистками, как Дорис Стивенс, Люси Бёрнс и Элис Пол, с которыми она особенно сблизилась. Несмотря на небольшой рост, Эмори была яростной активисткой, которую её современница Инес Хейнс Ирвин описала как «активную, настойчивую и стойкую в обратном отношении к [её] размеру». Всего её арестовывали тридцать четыре раза, и её часто содержали в работном доме Occoquan, причём её первый арест произошёл 8 сентября 1917 года. После голодовки в работном доме во время её заключения в ноябре 1917 года, подняв руки вверх на ночь в знак солидарности с закованной в цепи Люси Бёрнс в «Ночь террора», она стала организатором Национальной женской партии. В этом качестве она помогла запустить кампанию «Сторожевые огни свободы», в рамках которой активисты сжигали копии речей президента Вудро Вильсона возле Белого дома. Её также отправили в Мэн и Пенсильванию для лоббирования 19-й поправки, которая дала бы женщинам право голоса по всей стране. В октябре и ноябре 1919 года она возглавила пикет Капитолия, чтобы привлечь внимание и поддержать поправку, во время пикета она несколько раз была ранена полицией.
После того, как поправка была принята в 1920 году, Эмори отошла от политической деятельности. Она умерла в 1979 году в возрасте 93 лет.